# Саксонська державна капела Дрездена

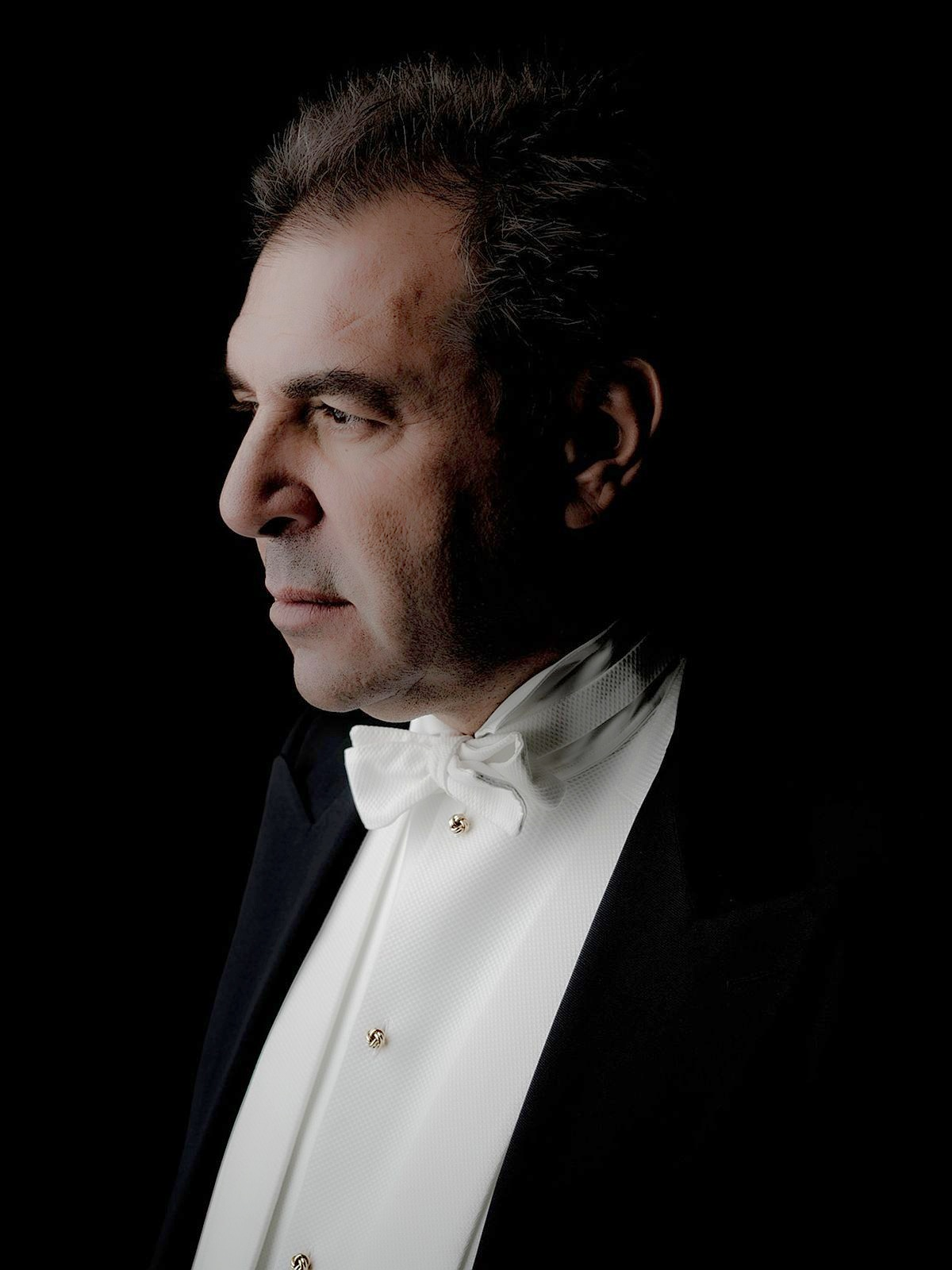
Daniele Gatti (2017)], Головний диригент з 2024 року

Саксонська державна капела Дрездена (нім. Sächsische Staatskapelle Dresden, нім. Staatskapelle Dresden) — симфонічний оркестр в Дрездені, заснований 1548 року курфюрстом Саксонії Моріцем. Найстарший оркестр світу.
Історична назва — капела курфюрстів Саксонії і королів Польщі (нім. Die Kurfürstlich-Sächsische und Königlich-Polnische Kapelle). 1807 року оркестр було перейменовано в Королівську саксонську музичну капелу (нім. Königlich-sächsische musikalische Kapelle), а 1918 року оркестр отримав сучасну назву.
Саксонська державна капела — базовий оркестр Саксонської державної опери Дрездена, зала якої є її основним концертним майданчиком.
За період свого існування капелу очолювали такі видатні музиканти, як Генріх Шютц, Йоганн Адольф Гассе, Карл Марія фон Вебер, Ріхард Вагнер, Карл Бем. Також з оркестром виступав Ріхард Штраус. В оркестрі працював композитор Йозеф Шуберт.

## Капельмейстери і головні диригенти оркестру
| - 1548—1554 Йоганн Вальтер - 1555—1568 Маттеус Ле Местр - 1568—1580 Антоніо Сканделло - 1580—1584 Джованні Баттіста Пінеллі - 1587—1619 Міхаель Рогер - 1615—1672 Генріх Шютц - 1654—1680 Вінченцо Альбрічі - 1656—1680 Джованні Андреа Бонтемпі - 1666—1688 Карло Паллавічіні - 1688—1700 Ніколаус Адам Штрунк - 1697—1728 Йоганн Крістоф Шмідт - 1712—1755 Йоганн Георг Пізендель - 1717—1719 Антоніо Лотті - 1717—1729 Йоганн Давид Гайніхен - 1725—1733 Джованні Альберто Рісторі - 1733—1763 Йоганн Адольф Гассе - 1776—1801 Йоганн Готліб Науман - 1802—1806 Фердинандо Паер - 1810—1841 Франческо Морлаккі - 1816—1826 Карл Марія фон Вебер - 1826—1859 Карл Готліб Райссігер - 1843—1848 Ріхард Вагнер | - 1850—1880 Карл Август Кребс - 1874—1877 Юліус Ріц - 1877—1884 Франц Вюльнер - 1884—1914 Ернст фон Шух - 1914—1921 Фріц Райнер - 1922—1933 Фріц Буш - 1934—1943 Карл Бем - 1943—1944 Карл Ельмендорф - 1945—1950 Йозеф Кайльберт - 1949—1953 Рудольф Кемпе - 1953—1955 Франц Конвічний - 1956—1958 Ловро фон Матачич - 1960—1964 Отмар Зуйтнер - 1964—1967 Курт Зандерлінг - 1966—1968 Мартін Турновський - 1975—1985 Герберт Бломстедт - 1985—1990 Ганс Вонк - 1992—2001 Джузеппе Сінополі - 2002—2004 Бернард Гайтінк - 2007—2010 Фабіо Луїзі - 2012—до теперішнього часу Крістіан Тілеман |